# Denver Broncos 2009
La stagione 2009 dei Denver Broncos è stata la 40ª della franchigia nella National Football League, la 50ª complessiva e la prima con Josh McDaniels come capo-allenatore. La squadra vinse tutte le prime 6 gare, ma perse 8 delle ultime 10, pareggiando il bilancio di 8-8 della stagione precedente e mancando i playoff per il quarto anno consecutivo. È stata inoltre la prima senza Mike Shanahan come capo-allenatore dal 1995, dopo il suo licenziamento il 30 dicembre 2008. Al momento della sua assunzione, McDaniels era l'allenatore più giovane dei quattro principali sport professionistici nordamericani.

## Scelte nel Draft 2009
| Scelte dei Broncos nel Draft 2009 |         |                 |         |                |
| Giro                              | Scelta  | Giocatore       | Ruolo   | College        |
| 1                                 | 12      | Knowshon Moreno | RB      | Georgia        |
| 1                                 | 18      | Robert Ayers    | DE      | Tennessee      |
| 2                                 | 37      | Alphonso Smith  | CB      | Wake Forest    |
| 2                                 | 48      | Darcel McBath   | S       | Texas Tech     |
| 2                                 | 64      | Richard Quinn   | TE      | North Carolina |
| 3                                 | Nessuna | Nessuna         | Nessuna | Nessuna        |
| 4                                 | 114     | David Bruton    | S       | Notre Dame     |
| 4                                 | 132     | Seth Olsen      | G       | Iowa           |
| 5                                 | 141     | Kenny McKinley  | WR      | South Carolina |
| 6                                 | 174     | Tom Brandstater | QB      | Fresno State   |
| 7                                 | 225     | Blake Schlueter | C       | TCU            |

## Calendario
| Stagione regolare |                    |                        |                    |                    |                                 |                    |
| Turno             | Data               | Avversario             | Risultato          | Record             | Stadio                          | NFL.com recap      |
| 1                 | 13/9               | at Cincinnati Bengals  | V 12–7             | 1–0                | Paul Brown Stadium              | Recap              |
| 2                 | 20/9               | Cleveland Browns       | V 27–6             | 2–0                | Invesco Field at Mile High      | Recap              |
| 3                 | 27/9               | at Oakland Raiders     | V 23–3             | 3–0                | Oakland–Alameda County Coliseum | Recap              |
| 4                 | 4/10               | Dallas Cowboys         | V 17–10            | 4–0                | Invesco Field at Mile High      | Recap              |
| 5                 | 11/10              | New England Patriots   | V 20–17 (DTS)      | 5–0                | Invesco Field at Mile High      | Recap              |
| 6                 | 19/10              | at San Diego Chargers  | V 34–23            | 6–0                | Qualcomm Stadium                | Recap              |
| 7                 | Settimana di pausa | Settimana di pausa     | Settimana di pausa | Settimana di pausa | Settimana di pausa              | Settimana di pausa |
| 8                 | 1/11               | at Baltimore Ravens    | S 7–30             | 6–1                | M&T Bank Stadium                | Recap              |
| 9                 | 9/11               | Pittsburgh Steelers    | S 10–28            | 6–2                | Invesco Field at Mile High      | Recap              |
| 10                | 15/11              | at Washington Redskins | S 17–27            | 6–3                | FedExField                      | Recap              |
| 11                | 22/11              | San Diego Chargers     | S 3–32             | 6–4                | Invesco Field at Mile High      | Recap              |
| 12                | 26/11              | New York Giants        | V 26–6             | 7–4                | Invesco Field at Mile High      | Recap              |
| 13                | 6/12               | at Kansas City Chiefs  | V 44–13            | 8–4                | Arrowhead Stadium               | Recap              |
| 14                | 13/12              | at Indianapolis Colts  | S 16–28            | 8–5                | Lucas Oil Stadium               | Recap              |
| 15                | 20/12              | Oakland Raiders        | S 19–20            | 8–6                | Invesco Field at Mile High      | Recap              |
| 16                | 27/12              | at Philadelphia Eagles | S 27–30            | 8–7                | Lincoln Financial Field         | Recap              |
| 17                | 3/1                | Kansas City Chiefs     | S 24–44            | 8–8                | Invesco Field at Mile High      | Recap              |

Note: Gli avversari della propria division sono in grassetto.

## Classifiche
| AFC West               | AFC West | AFC West | AFC West | AFC West | AFC West | AFC West | AFC West | AFC West | AFC West |
|                        | V        | S        | P        | %        | DIV      | CONF     | PF       | PS       | Str.     |
| ---------------------- | -------- | -------- | -------- | -------- | -------- | -------- | -------- | -------- | -------- |
| (2) San Diego Chargers | 13       | 3        | 0        | .813     | 5–1      | 9–3      | 454      | 320      | V11      |
| Denver Broncos         | 8        | 8        | 0        | .500     | 3–3      | 6–6      | 326      | 324      | S4       |
| Oakland Raiders        | 5        | 11       | 0        | .313     | 2–4      | 4–8      | 197      | 379      | S2       |
| Kansas City Chiefs     | 4        | 12       | 0        | .250     | 2–4      | 3–9      | 294      | 424      | V1       |